# Ana Borges
Ana Catarina Marques Borges (* 15. Juni 1990 in Gouveia) ist eine portugiesische Fußballnationalspielerin und seit Juli 2022 Rekordnationalspielerin ihres Landes. Sie spielte von 2017 bis 2025 für Sporting CP und gewann mit dem Verein 2016/17 und 2017/18 das Double, das sie zuvor schon mit Chelsea in der Saison 2015 gewonnen hatte.

## Karriere

### Vereine
Borges wurde beim Fundação Laura Santos ausgebildet. Es folgten Stationen in Spanien bei Prainsa Zaragoza und Atlético Madrid sowie den USA bei Santa Clarita Blue Heat. Von 2013 bis 2016 spielte sie für die Chelsea Ladies und konnte mit diesen 2015 das Double gewinnen, die ersten Titel für die Chelsea Ladies. Mit den Engländerinnen nahm sie an der UEFA Women’s Champions League 2015/16 teil, wo sie im Achtelfinale beide Spiele gegen den VfL Wolfsburg verloren. 2016/17 war gegen die Wölfinnen bereits im Sechzehntelfinale Schluss. Zur Saison 2017 kehrte sie zurück in ihre Heimat und spielt nun für Sporting CP. Mit ihr wurde Sporting erstmals Meister und Pokalsieger, ein Erfolg der im folgenden Jahr wiederholt wurde. In der Qualifikation zur UEFA Women’s Champions League 2017/18 scheiterte Sporting aber bei einem Turnier in Budapest am kasachischen Vertreter BIIK Kazygurt. Auch 2018/19 überstanden sie die Qualifikation nicht. Bei einem Turnier in Kroatien verloren sie das erste Spiel gegen Avaldsnes IL mit 2:3, wobei sie ihr erstes CL-Tor schoss. Sie konnten zwar die beiden anderen Spiele gewinnen, da die Norwegerinnen aber ebenfalls die beiden anderen Gegner besiegten, schied Sporting aus. In der Saison 2018/19 reichte es nur zur Vizemeisterschaft hinter Sporting Braga, das dann in der 2019/20 die Qualifikation überstand.
Zur Saison 2025/26 wechselt sie zum Lokalrivalen Benfica.

### Nationalmannschaft
Ende September/Anfang Oktober 2006 nahm sie mit der U-19-Mannschaft an der ersten Qualifikationsrunde zur U-19-Fußball-Europameisterschaft der Frauen 2007. Die Portugiesinnen konnten zwar kein Spiel gewinnen, mit zwei Remis wurden sie aber einer der besten Gruppendritten und waren damit für die zweite Runde im April 2007 qualifiziert. In dieser reichte ein 3:3 gegen die Niederländerinnen bei Niederlagen gegen Frankreich und Irland nicht um das Finalturnier zu erreichen. Ende September/Anfang Oktober 2007 unternahmen sie einen neuen Anlauf und hatten dabei Heimvorteil. Diesen konnten sie im ersten Spiel gegen Griechenland zu einem 4:0-Sieg nutzen, wozu sie das letzte Tor beisteuerte. Zwar verloren sie die beiden folgenden Spiele gegen Rumänien und Island, aufgrund der besseren Tordifferenz waren sie als Gruppenzweite aber für die zweite Runde qualifiziert. In dieser hatten sie im April 2008 wieder Heimrecht, verloren aber gegen Italien und Norwegen deutlich und konnten nur gegen die Ukraine mit einem 2:2 einen Punkt holen. Auch in der ersten Runde der Qualifikation zur U-19-Fußball-Europameisterschaft der Frauen 2009 hatten sie wieder Heimvorteil. Mit je einem Sieg, einem Remis und einer Niederlage erreichten sie die zweite Runde im April 2009 und hatten auch in dieser Heimrecht. Mit nur einem Sieg gegen Wales nach knappen Niederlagen gegen Aserbaidschan und Frankreich verpassten sie erneut die Endrunde. Mit diesen Spielen endete ihre Zeit als U-Nationalspielerin.
Bereits im März 2009 war sie beim Algarve-Cup gegen Polen zu ihrem ersten A-Länderspiel eingesetzt worden und hatte beim 2:1-Sieg mit ihrem ersten Länderspieltor den zwischenzeitlichen Ausgleich erzielt. Auch im zweiten Spiel gegen Wales konnte sie ein Tor zum 2:1-Sieg beitragen. Nach einem 1:0-Sieg gegen Österreich erreichten sie als Gruppensieger der Gruppe C das Spiel um Platz 7 gegen Finnland, das nach einem 1:1 mit 2:4 im Elfmeterschießen verloren wurde, bei dem sie aber nicht zu den portugiesischen Schützinnen gehörte.
In der im September 2009 gestarteten Qualifikation für die WM 2011 wurde sie in allen acht Spielen eingesetzt. Die Portugiesinnen konnten zwar vier Spiele gewinnen, da aber die anderen vier Spiele verloren wurden, reichte es nur zum dritten Platz in der Qualifikationsgruppe. Beim 4:0 gegen Slowenien und beim 1:3 gegen Italien erzielte sie je ein Tor.
Als Stammspielerin der Nationalmannschaft nahm sie dann auch an den Qualifikationen zu den folgenden Europa- und Weltmeisterschaften teil, konnte sich aber erst 2016 mit ihrer Mannschaft für eine Endrunde qualifizieren.
Sie gehörte auch zum portugiesischen Kader für die EM 2017 und kam in den drei Gruppenspielen, nach denen Portugal ausschied, zum Einsatz.
In der Qualifikation für die WM 2019 hatte sie sieben Einsätze und bestritt am 24. November 2017 beim 8:0-Sieg gegen die Republik Moldau ihr 100. Länderspiel. Die Portugiesinnen scheiterten aber an Italien und Belgien, das sich aber auch nicht qualifizieren konnte.
In der Qualifikation für die EM 2022 belegten die Nordirinnen hinter Finnland den zweiten Platz. Den Gruppensieg verpassten sie durch eine 0:1-Niederlage in Finnland am vorletzten Spieltag. In den Playoffs verloren sie das Heimspiel mit 0:1 gegen Russland und kamen in Russland nur zu einem torlosen Remis, wodurch sie ihr zweites großes Turnier zunächst verpassten.  Am 2. Mai erklärte die UEFA aber, dass Portugal aufgrund des russischen Überfalls auf die Ukraine den Platz der russischen Mannschaft bei der EM-Endrunde erhält. Borges wurde in allen zehn Spielen eingesetzt, verpasste keine Minute und erzielte das Tor zum 1:0-Sieg gegen den späteren Gruppendritten Schottland.
Bei der EM konnten sie aber nur im ersten Spiel gegen die Schweiz einen Punkt gewinnen und schieden nach den beiden folgenden Niederlagen aus. Am 13. Juli 2022 überbot sie im zweiten Gruppenspiel gegen die Niederlande den zehn Jahre alten Landesrekord von Carla Couto.
In der Qualifikation für die WM 2023 wurde sie immer eingesetzt und erzielte das erste Tor beim 2:1-Sieg gegen Serbien. Als Gruppenzweite hinter Deutschland konnten sie sich zunächst in den Play-offs gegen Belgien, bei dem sie ihr 150. Länderspiel bestritt und Island sowie beim interkontinentalen Play-off gegen Kamerun durchsetzen und sich damit zum ersten Mal für die Endrunde qualifizieren.  Bei dieser schieden sie mit je einem Sieg, einem Remis und einer Niederlage als Gruppendritte aus. Da erstmals das Abschneiden bei der WM für die europäischen Teams nicht entscheidend für die Qualifikation zu den Olympischen Spielen 2024 war, hatten die Portugiesinnen noch die Chance sich über die UEFA Women’s Nations League 2023/24 für die Spiele in Paris zu qualifizieren. Die Portugiesinnen konnten aber nur ein Spiel gewinnen und verpassten als Gruppenletzte nicht nur das Final Four Turnier, bei der um zwei Olympiatickets gespielt wurde, sondern stiegen auch in die Liga B ab. Borges kam in den sechs Spielen zum Einsatz.
In der Qualifikation für die EM 2025 wurde sie in den sechs Gruppenspielen und den vier Play-off-Spielen eingesetzt, in denen sich die Portugiesinnen für die EM-Endrunde qualifizierten. Am 24. Juni 2025 wurde sie für die EM-Endrunde 2025 nominiert. Sie kam in den ersten beiden Gruppenspielen ihrer Mannschaft zum Einsatz. Da sie im zweiten Gruppenspiel in der sechsten Minute der Nachspielzeit die Gelb-Rote Karte erhielt, war sie für das dritte Gruppenspiel gesperrt. Dieses wurde gegen Belgien mit 1:2 verloren, wodurch die Portugiesinnen ausschieden.

## Erfolge
in Portugal
- Qualifikation für die Europameisterschaft 2017
- Portugiesischer Meister 2017, 2018 (mit Sporting Lissabon)
- Portugiesischer Pokalsieger 2017, 2018 (mit Sporting Lissabon)
- Portugiesischer Supercupsieger 2017, 2021(mit Sporting Lissabon)

in England
- Englischer Meister 2015
- Englischer Pokalsieger 2015[9]